# 荃灣體育館

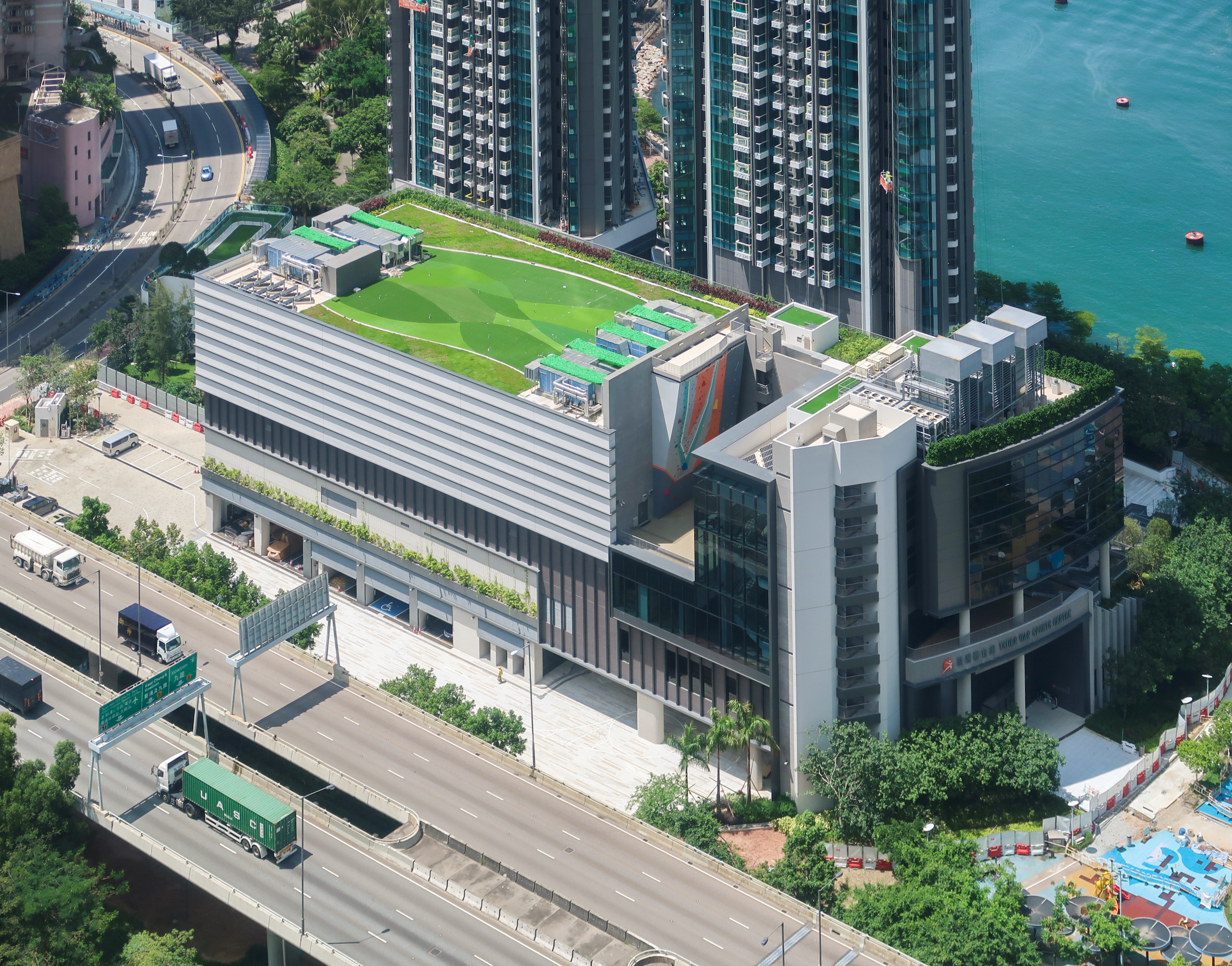
荃灣體育館外貌

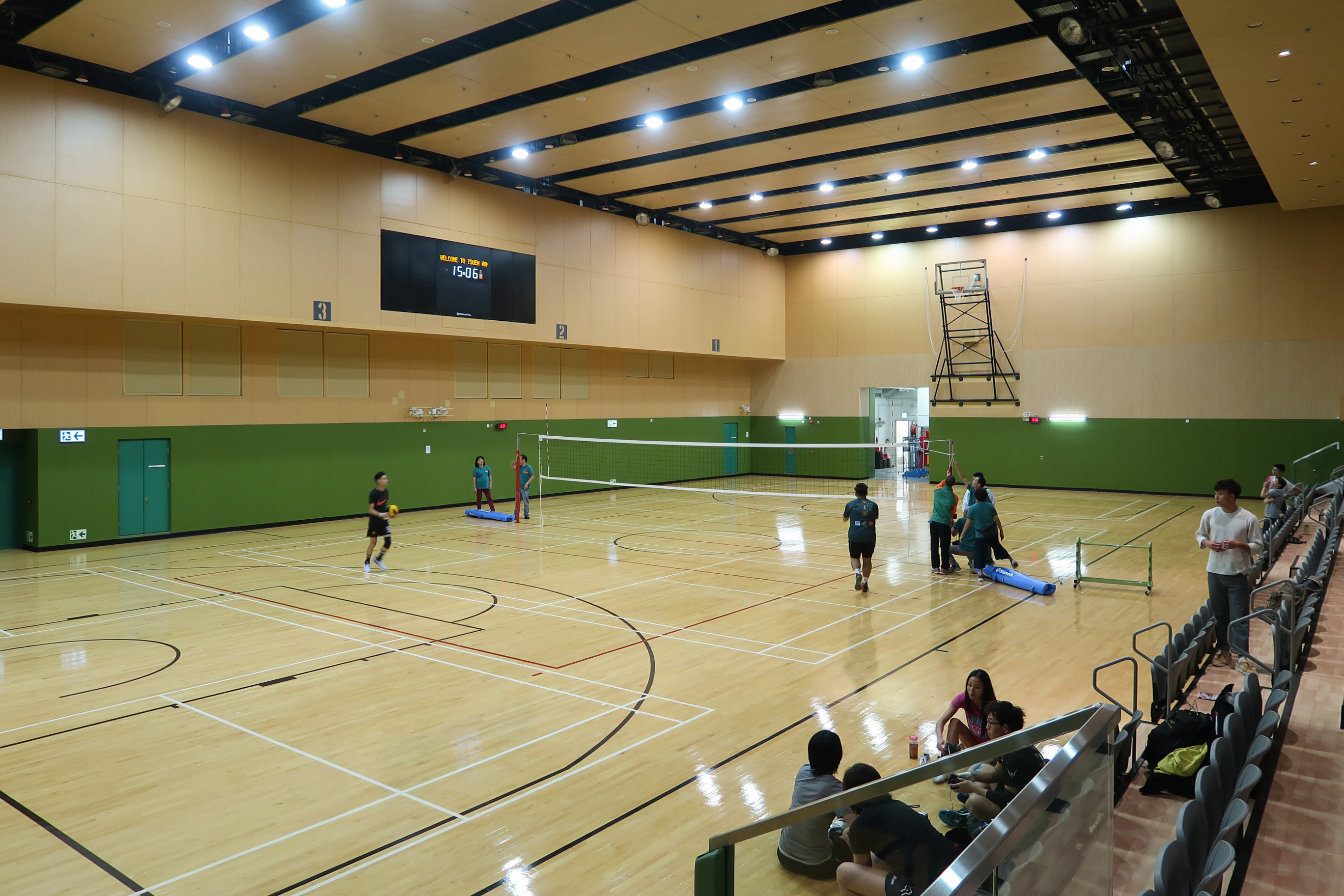
地下副場館可容納近200名觀眾

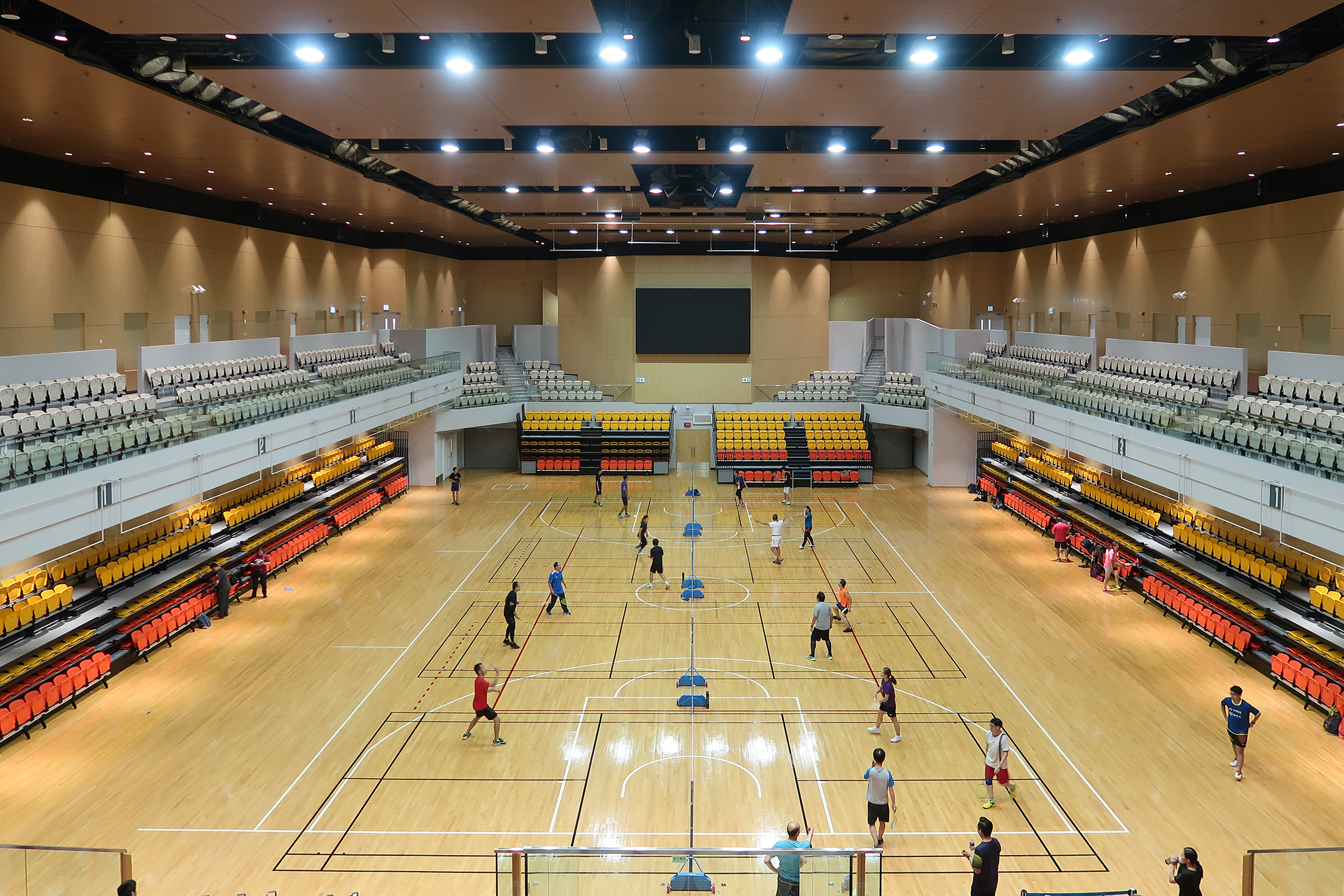
2樓設的多用途主場館，可提供1908個座位

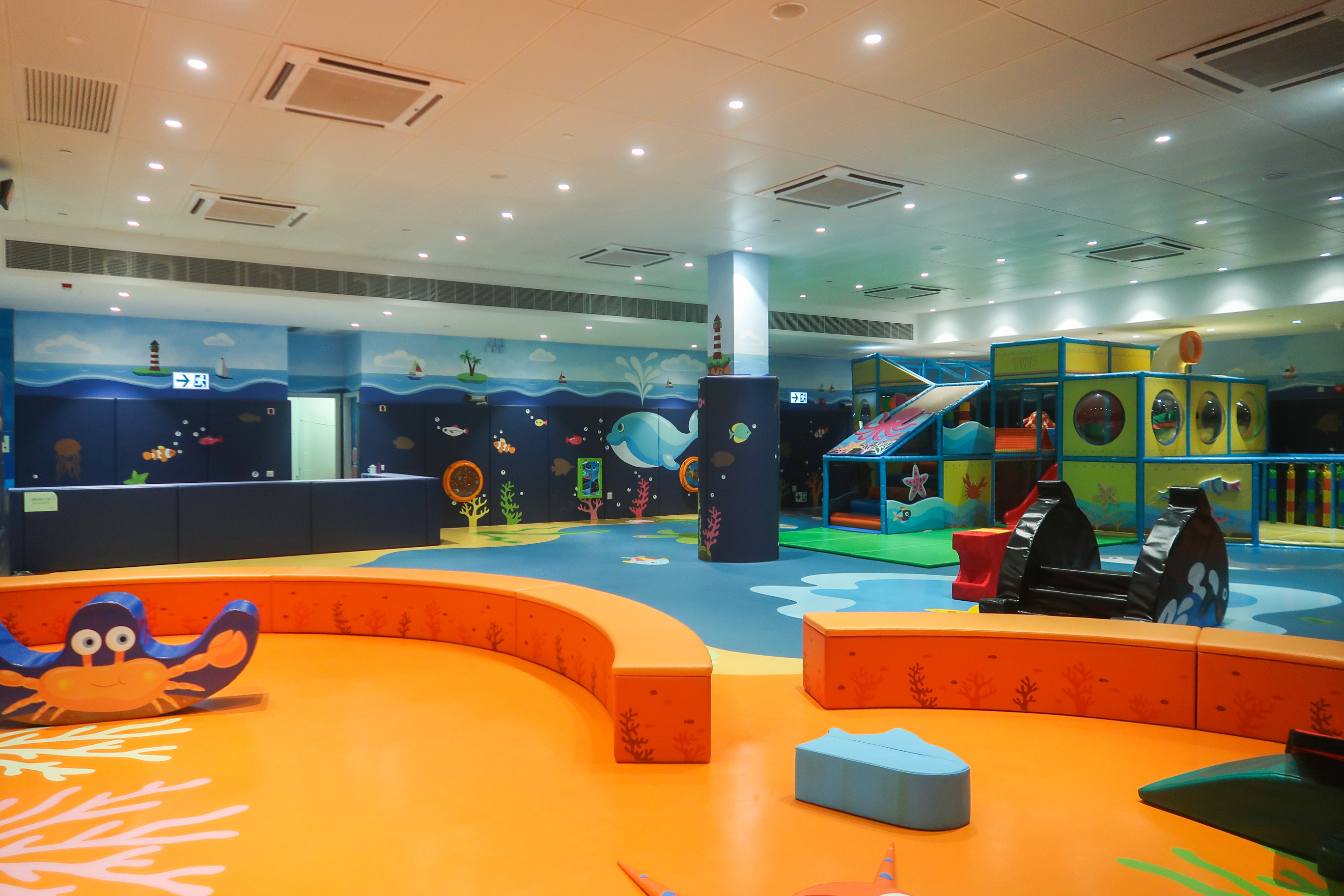
地下兒童遊戲室以海洋作主題

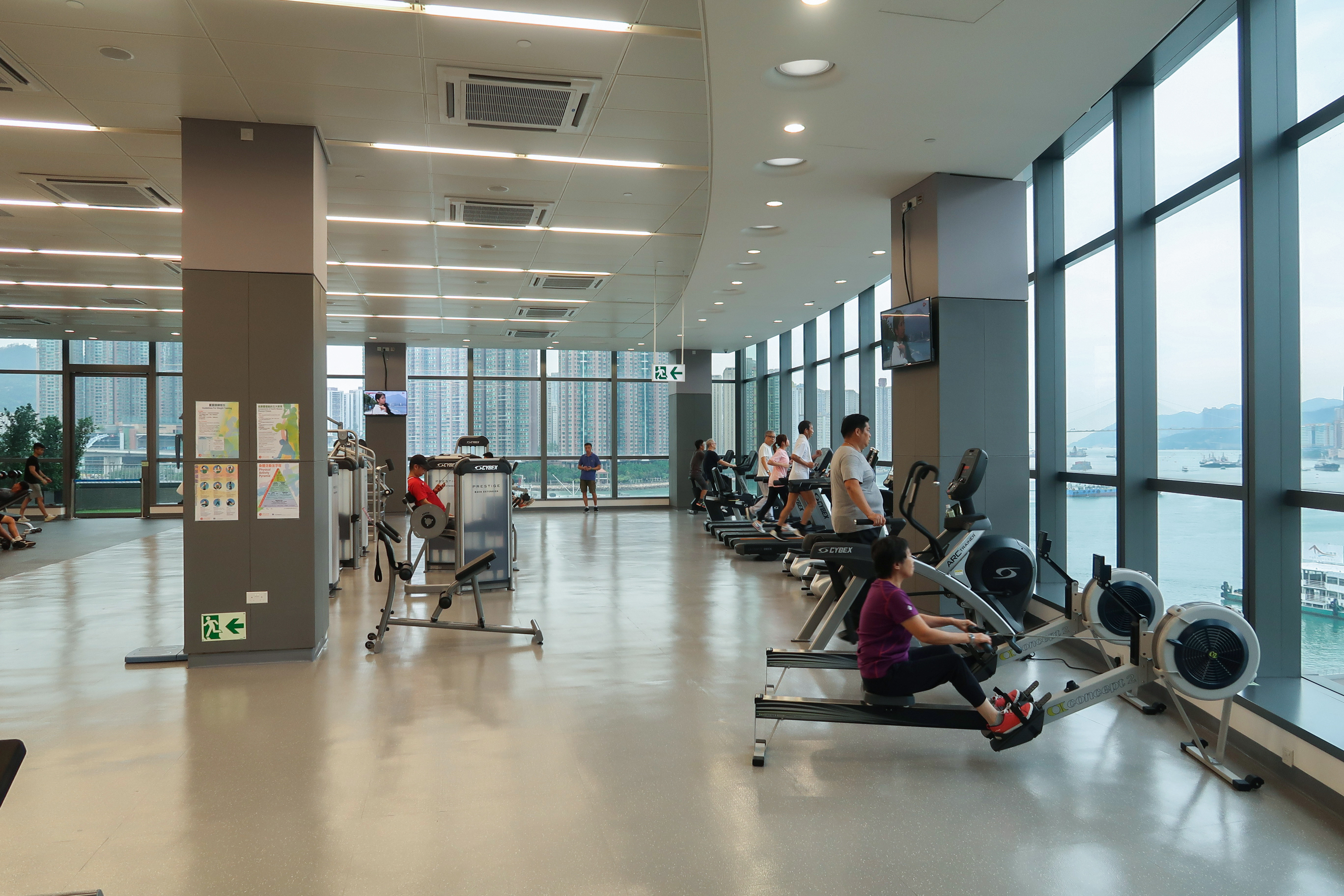
4樓健身室可享海景

荃灣體育館（英語：Tsuen Wan Sports Centre）位於香港新界荃灣永順街53號，毗鄰柏傲灣及荃灣公園，是荃灣區內第五個體育館外，更是康樂及文化事務署轄下第100間落成啟用的體育館。體育館佔地約12000平方米，於2018年初落成，但延至2018年10月11日啟用。建築物由梁黃顧建築師（香港）事務所負責設計和及項目執行。
雖然荃灣體育館只以「荃灣」兩字為名，但其只是荃灣的其中一所體育館，位置也偏離荃灣市中心（最接近荃灣市中心的體育館為楊屋道體育館）。

## 歷史
根據荃灣西站六區發展項目招標條款，發展商須負責設計及興建13萬平方呎公眾體育館。因此，體育館是由鄰近柏傲灣的發展商港鐵公司、新世界發展及萬科置業合作發展，承建商為協興建築。第一個大型比賽為2018年10月27至28日舉行的香港排球總會會長盃。而體育館啟用3個月，到2019年1月18日才進行開幕典禮，由行政長官林鄭月娥和民政事務局局長劉江華主持。

## 設施
體育館樓高4層，地下設以海洋作主題，荃灣區首個兒童遊戲室和可容納近200名觀眾的副場館；1樓為乒乓球室和舞蹈室；2樓為提供1908個座位的多用途主場館，可用作一個籃球場或一個排球場或四個羽毛球場，並設有藥檢室，為全港少數取得國際籃協（FIBA）標準的籃球館，可舉辦本地和國際大型體育賽事。3樓為多用途活動室和高15米戶外運動攀登牆。4樓為可享海景的健身室。

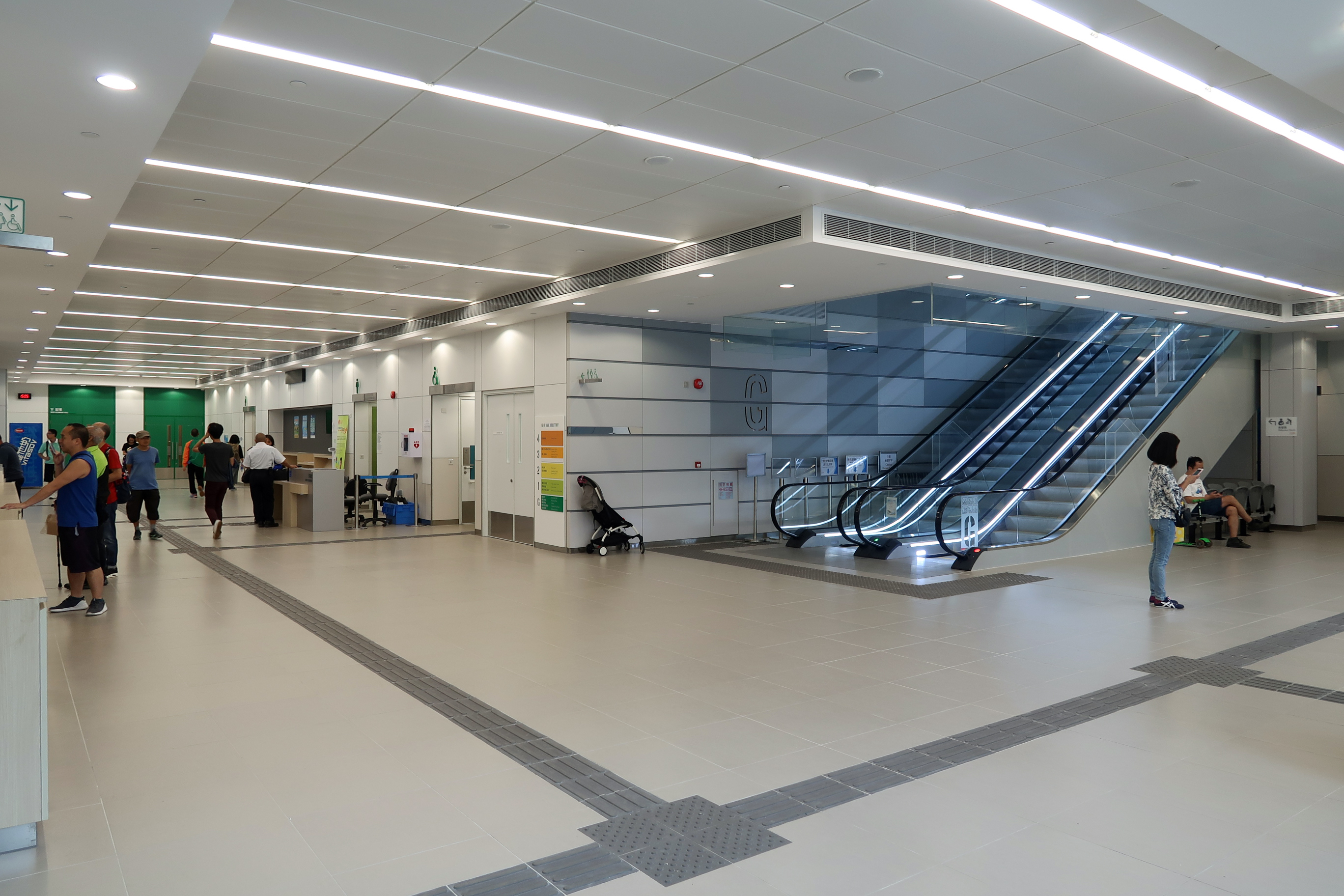
地下大堂
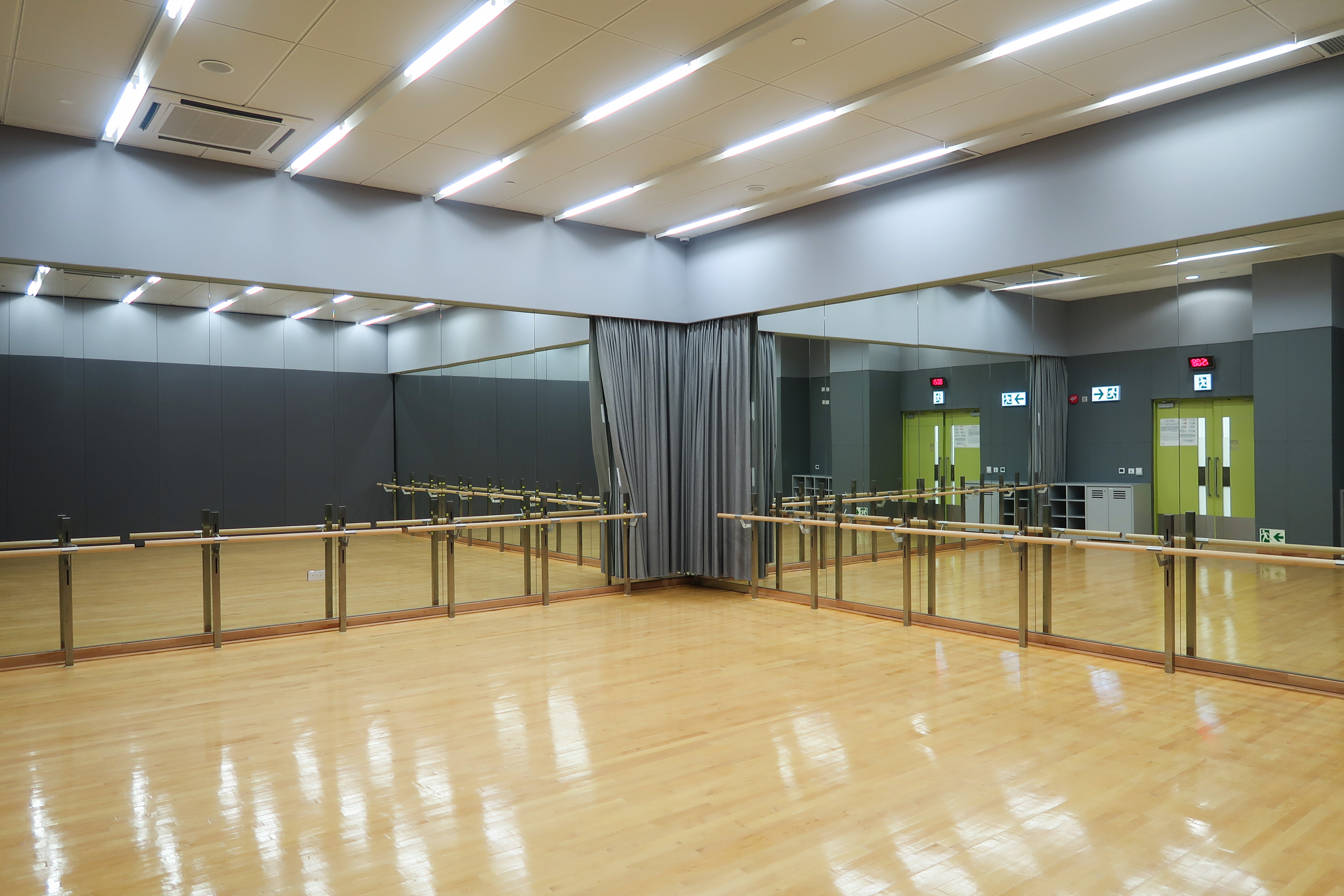
1樓舞蹈室
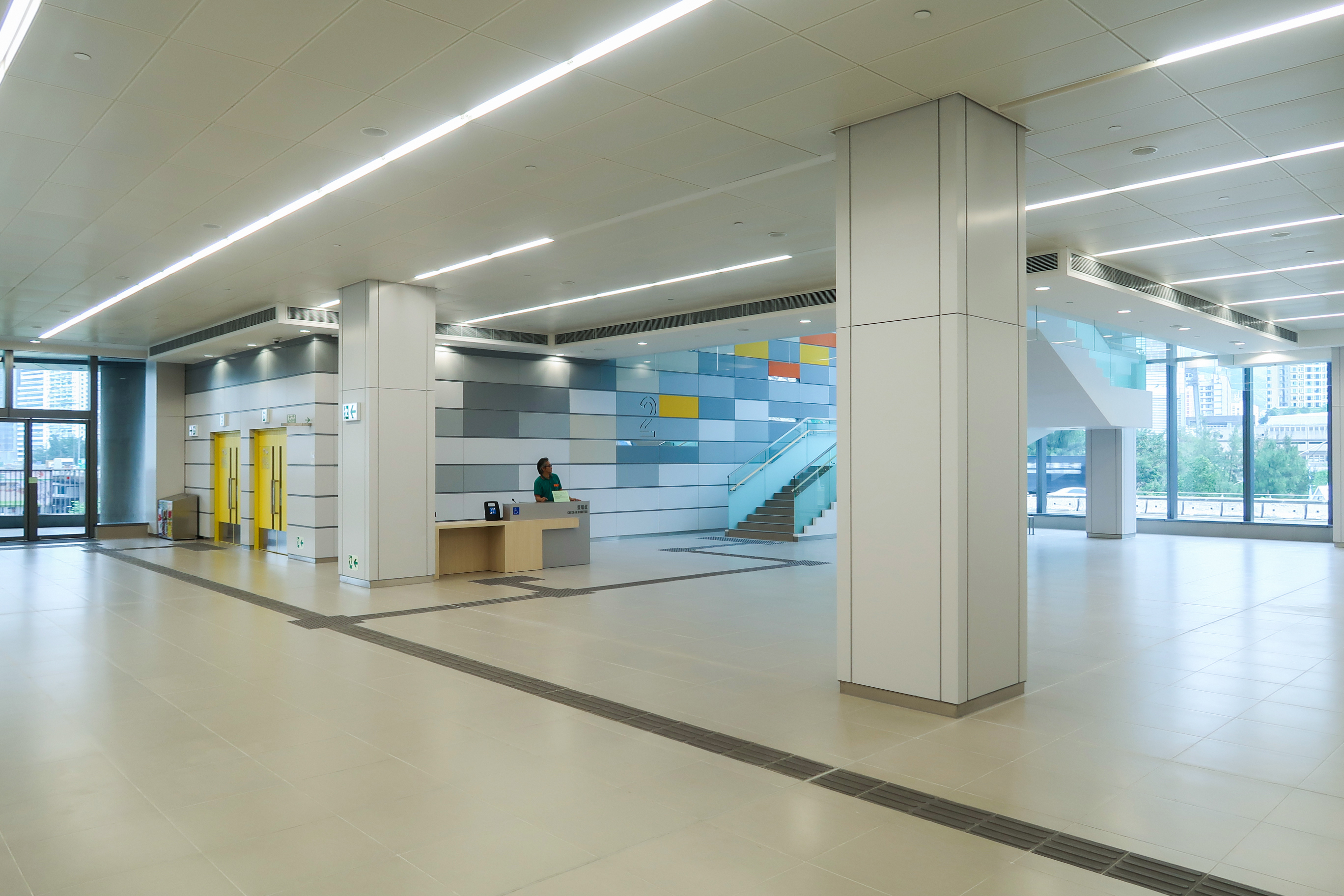
2樓大堂

## 開放時間
- 每天07:00-23:00（定期保養日除外）
- 每月的第1個及第3個星期三的07:00-13:00時會關閉進行場地保養（如果當日為公眾假期，保養日則順延至下一個工作日）。

## 鄰近地方
- 柏傲灣
- 荃灣公園
- 荃灣西站
- 海之戀